# Karl Hansen (Offizier)
Karl Hansen (* 5. Mai 1876 in Coburg; † 1. September 1965 in Meiningen) war ein deutscher Generalleutnant im Zweiten Weltkrieg.

## Leben
Hansen trat am 3. April 1897 als Fahnenjunker in das 2. Thüringische Infanterie-Regiment Nr. 32 in Meiningen ein und wurde dort am 18. Oktober 1897 zum Fähnrich ernannt sowie am 18. August 1898 zum Sekondeleutnant befördert. Ab 1904 fungierte er als Adjutant des III. Bataillons und wurde als solcher am 4. August 1908 Oberleutnant.
Mit Ausbruch des Ersten Weltkriegs ernannte man Hansen als Hauptmann (seit 1. Oktober 1913) zum Kompaniechef in seinem Regiment, mit dem er an der Westfront zum Einsatz kam und dort am 9. November 1914 verwundet wurde. Nach Lazarettaufenthalt und Genesung kam er im Januar 1915 als Kompanieführer zum Reserve-Infanterie-Regiment Nr. 252 und wurde kurz darauf zum Führer des II. Bataillons ernannt. Ab 1. Mai 1915 war er Führer des I. Bataillons und von Januar bis Juni 1916 kommandierte man Hansen zur Leitung des Offiziers-Ausbildungs-Kurses Neugut. Er kehrte anschließend zu seinem Bataillon an die Ostfront zurück. Nachdem das Regiment im März 1918 an die Westfront verlegt worden war, fungierte Hansen hier ab September 1918 zugleich auch als Führer des Reserve-Infanterie-Regiments Nr. 245 und 253.
Nach Kriegsende war Hansen kurzzeitig im Freikorps Stobbe als Bataillonskommandeur tätig, ehe er in die Reichswehr übernommen wurde und als Kompanieführer im Reichswehr-Infanterie-Regiment 8 fungierte. Ab 1. Oktober 1920 war er in gleicher Funktion im  12. Infanterie-Regiment, wo am 18. Dezember 1920 die Beförderung zum Major erfolgte. Im März 1923 versetzte man Hansen zum Stab des Infanterie-Führers I nach Königsberg. Er übernahm dann am 1. Dezember 1925 das II. Bataillon des  21. (Bayerisches) Infanterie-Regiments in Nürnberg. Am 1. Februar 1926 beförderte man Hansen zum Oberstleutnant. Als solcher war er ab 1. April 1929 Kommandant des Truppenübungsplatzes Ohrdruf und wurde am 1. Oktober 1929 Oberst. Am 31. Januar 1931 erfolgte unter gleichzeitiger Verleihung des Charakters als Generalmajor seine Verabschiedung aus dem aktiven Dienst.
Am 26. August 1939 stellte man Hansen zur Verfügung des Heeres und verlieh ihm einen Tag später, am Tag von Tannenberg, den Charakter als Generalleutnant.
Nach dem Beginn des Zweiten Weltkriegs verblieb er zunächst ohne Kommando und wurde nach der Besetzung Belgiens am 23. Mai 1940 zum Kommandanten des Truppenübungsplatz Beverloo ernannt. Diese Stellung hatte er bis zu seiner Abberufung und Versetzung in die Führerreserve am 24. April 1942 inne. Hansens Mobilmachungsbestimmung wurde schließlich am 31. Mai 1942 aufgehoben und er endgültig in den Ruhestand verabschiedet.

## Auszeichnungen
- Eisernes Kreuz (1914) II. und I. Klasse[1]
- Ritterkreuz des Königlichen Hausordens von Hohenzollern mit Schwertern am 22. September 1917[1]
- Pour le Mérite am 8. November 1918[1]
- Preußisches Dienstauszeichnungskreuz[1]
- Verwundetenabzeichen (1918) in Schwarz[1]
- Ritterkreuz II. Klasse des Albrechts-Ordens[1]
- Hessische Tapferkeitsmedaille[1]
- Ritterkreuz II. Klasse des Herzoglich Sachsen-Ernestinischen Hausordens[1]
- Kreuz für Verdienste im Kriege[1]
- Ehrenkreuz von Schwarzburg III. Klasse mit Schwertern[1]
- Österreichisches Militärverdienstkreuz III. Klasse mit der Kriegsdekoration[1]